# Used to Be
«Used to Be» (en español: «Solía ser») es una canción de la cantante brasileña Anitta de su EP Funk Generation: A Favela Love Story (2023). Fue lanzado como el tercer sencillo del EP el 23 de agosto de 2023 a través de Republic Records el 24 de agosto de 2023. Fue escrita por Anitta, Melymel, Rami Yacoub, Savan Kotecha y sus productores DJ Gabriel do Borel, Ilya y Márcio Arantes.

## Presentaciones en vivo
Anitta interpretó la canción por primera vez el 20 de agosto de 2023 en el programa brasileño Domingão com Huck.

## Videoclip
El videoclip de «Used to Be» fue filmado en la comunidad de Vila Cascatinha en Río de Janeiro y lanzado el 24 de agosto de 2023. Es la tercera y última parte de la trilogía visual del EP. Empieza con la cantante en su boda con el hombre (interpretado por Yuri Meirelles) que conoció en el videoclip de «Funk Rave». Sin embargo, mientras subía al altar, un grupo de asaltantes la secuestran. La cantante logra liberarse y vuelve a la iglesia para continuar con su boda.

## Créditos y personal
Créditos adaptados de Tidal.
- Larissa de Macedo Machado – voz, composición
- DJ Gabriel do Borel – composición, producción, programación, bajo, tambores, teclados, arreglos de teclados
- Ilya Salmanzadeh – composición, producción, producción vocal, programación, ingeniero de grabación, bajo, tambores, teclados, arreglos de teclados
- Márcio Arantes – composición, producción, programación, ingeniero de masterización, bajo, tambores, teclados, arreglos de teclados
- Melony Redondo – composición
- Rami Yacoub – composición
- Savan Kotecha – composición
- Bryce Bordone – ingeniero adicional, asistente de mezcla
- Serban Ghenea – ingeniero
- Randy Merrill – ingeniero de masterización

## Posicionamiento en listas
| Listas (2023)                     | Mejor posición |
| --------------------------------- | -------------- |
| Brasil (Billboard Brasil Hot 100) | 87             |
| Brasil (Top 10 Latino)            | 3              |